# Wilhelm Martin Becker
Wilhelm Martin H. Becker (* 13. Dezember 1874 in Gernsheim; † 1957) war ein deutscher Lehrer und Historiker.

## Leben
Wilhelm Martin Becker war der Sohn des Fabrikleiters Gustav Becker und dessen Ehefrau Pauline geborene Schäfer. Nach dem Besuch des Gymnasiums studierte er Geschichte, deutsche und klassische Philologie sowie Geographie an den Universitäten München und Gießen. Er wurde Mitglied der Philologischen-Historischen Verbindung Gießen im Naumburger Kartellverband. 1899 promovierte er zum Dr. phil. und legte die Staatsprüfung ab. Im Anschluss war er im höheren Lehramt in Mainz, Darmstadt und Laubach tätig. Aufgrund seiner wissenschaftlichen Arbeit wurde er zeitweise beurlaubt. Im Jahre 1904 wurde er zum Oberlehrer in Mainz ernannt. Ein Jahr später wechselte er nach Darmstadt an die heutige Georg-Büchner-Schule, zugleich wurde er Hilfsarbeiter am dortigen Hessischen Staatsarchiv. 1913 wurde ihm der Professoren-Titel verliehen. 1917/18 nahm er am Ersten Weltkrieg teil. 1931 trat er als Studienrat in den Ruhestand und lebte in Darmstadt, Büchnerstraße 15. 
Er war Mitglied des Denkmalrats für Hessen und trat zum 1. Mai 1933 der NSDAP (Mitgliedsnummer 1.888.679) bei.

## Schriften (Auswahl)
- Die Initiative bei der Stiftung des Rheinischen Bundes 1254. Giessen 1899. (Universität Giessen Phil. Diss. 10. Mai 1899)Archive.org (Lebenslauf S. 87.)
- Abriß der hessischen Geschichte (= Lehrbuch der Geschichte für die Mittelstufe), Teile 1 und 2, Leipzig, 1926.
- Ratschläge für die Erforschung der Geschichte hessischer Landgemeinden, Darmstadt: Historischer Verein für Hessen, 1927.
- Taschenwörterbuch des Heimatforschers, Darmstadt: Historischer Verein für Hessen, 1936.

## Familie
Wilhelm Martin Becker war seit 1908 verheiratet mit der Schriftstellerin Käthe Sturmfels. Aus der Ehe gingen ein Sohn und eine Tochter hervor.

## Ehrungen
- 1944 Ehrenmitglied des Vereins für hessische Landesgeschichte
- 1952 Mitglied der Hessischen Historischen Kommission

## Nachlass
Der wissenschaftliche Nachlass von Wilhelm Martin Becker wird im Hessischen Staatsarchiv Darmstadt verwahrt.